# IC 3939
IC 3939 је појединачна звијезда у сазвјежђу Береникина коса која се налази на листи објеката дубоког неба у Индекс каталогу.
Деклинација објекта је + 18° 45' 6" а ректасцензија 12h 58m 28,0s.